# Fred Stobaugh
Fred Stobaugh (Peoria, Illinois, 1917. augusztus 22. – Peoria, 2016. november 23.) munkásságára akkor figyeltek fel, amikor 2013 augusztusában beadta Sweet Lorraine című dalszövegét a Green Shoes Studio által kiírt pályázatra. Az ekkor 96 éves férfi azért alkotta meg művét, mert ezzel szeretett volna örök emléket állítani kedvesének, aki 75 évnyi közös élet után szenderedett örök álomra. A zsűri a pályázaton kívül foglalkozott a különleges dalszöveggel. Professzionális felszereléssel, zenészekkel és énekessel életet leheltek Fred Stobaugh törékeny soraiba. A dal felkerült a hivatalos amerikai slágerlistára a Billboard Hot 100-re.
Az eredmény hatalmas siker lett. A "Sweet Lorraine" gyorsan Amerika egyik kedvencévé vált, és Fred Stobaugh szeretetteljes története bejárta a világot.